# Larisaite
La larisaite è un minerale.